# كوزو ماسودا
كوزو ماسودا (باليابانية: 升田幸三؛ بالكانا: ますだ こうぞう) هو لاعب شوغي ‏ ياباني، ولد في 21 مارس 1918 في Mirasaka, Hiroshima ‏ في اليابان، وتوفي في 5 أبريل 1991.